# ويليام تومسون سيدغويك
ويليام تومسون سيدغويك (بالإنجليزية: William Thompson Sedgwick) هو عالم أحياء دقيقة وأستاذ جامعي أمريكي، ولد في 29 ديسمبر 1855 في West Hartford, Connecticut ‏ في الولايات المتحدة، وتوفي في 25 يناير 1921 في بوسطن في الولايات المتحدة.